# M'Zem Sanhaja
 (avril 2024).
M'Zem Sanhaja est un petit village et commune rurale de la province d'El Kelâat Es-Sraghna de la région de Marrakech-Safi au Maroc. Au moment du recensement de 2004, la commune comptait une population totale de 9 253 personnes vivant dans 1 359 ménages, et pour le recensement de 2014, 
1. ↑  « Recensement général de la population et de l'habitat de 2004 » [archive du 24 juillet 2012], Haut-commissariat au Plan, Lavieeco.com (consulté le 26 juillet 2012)